# Unsere gute Stadt
Unsere gute Stadt war ein Prädikat, das der württembergische König Städten verlieh. Die Auszeichnung erfolgte am 26. Januar 1811 durch König Friedrich I. an folgende Städte des Königreichs: 
- Ellwangen
- Heilbronn
- Ludwigsburg
- Reutlingen
- Stuttgart
- Tübingen
- Ulm

Nach der Verfassung vom 25. September 1819, die unter König Wilhelm I. erlassen wurde, durften diese Städte je einen Abgeordneten in die Zweite Kammer der Landstände entsenden.  